# 黑德尔特
黑德尔特是德国莱茵兰-普法尔茨州的一个市镇。总面积4.90平方公里，总人口246人，其中男性128人，女性118人（2011年12月31日），人口密度50人/平方公里。